# Bambini Republic
Bambini Republic Limited，簡稱Bambini Republic，在2012年，由多名投資者於香港（當時總部）成立。
當時業務主要經營由外籍老師提供小班教導嬰幼兒的，連鎖式學前教育中心，當時分店在觀塘、天后、荃灣和沙田單位工商廈單位設店開班。
在2015年11月24日，政府法庭執達吏代業主收回，任何人不得進入該單位，同時要求租客取回屋內物品，及與律師聯絡，門外地上另有一封來自勞工處勞資關係科的信件。有苦主向記者指出，由於該機構早前採用預繳方式支持，因此大部分家長「中招」預繳堂費，故早上有部分家長到場了解情況，擔心退款無期。而立法會時任議員葉建源表示，接到80名家長求助，主要涉及預繳學費，金額由數千元至數萬元不等，以及有家長被游說入股投資，涉及金額數十萬至100萬港元，相關人士已報警，警方已把案件列為詐騙案處理。教育局亦回應指，Bambini Republic非根據《教育條例》註冊或臨時註冊的學校，強調如商業機構只提供面試訓練、促進幼童社交技巧的遊戲小組，不屬於《教育條例》的規管範圍內。
2015年11月28日，該公司被新界南總區重案組，在上午拘捕45歲男子繆耀輝扣查，同時警員攜同姓繆押返寓所調查及搜證。